# Membury
Membury är en ort och civil parish i Storbritannien.   Den ligger i grevskapet Devon och riksdelen England, i den södra delen av landet, 220 km väster om huvudstaden London. Membury ligger 158 meter över havet och antalet invånare är 501.
Terrängen runt Membury är platt norrut, men söderut är den kuperad. Runt Membury är det ganska tätbefolkat, med 111 invånare per kvadratkilometer. Närmaste större samhälle är Axminster, 4,0 km söder om Membury. Trakten runt Membury består i huvudsak av gräsmarker.